# Бели толстолобик
Толстолобик бели (лат. Hypophthalmichthys molitrix) је слатководна риба која је из Кине премештена у Европу и где се мрести вештачким путем. Припада фамилији Cyprinidae. 
- Латински назив: Hypophthalmichthys molitrix
- Локални називи: Толстолобик
- Макс. дужина: 1 м.
- Макс. тежина: 50 kg.[1]
- Време мреста: од јуна до августа

## Опис и грађа
Толстолобик бели има високо тело, са стране спљоштено, а глава му је веома широка и са дебелим челом (на руском толстиј лоб - дебело чело). Очи су му мало спуштене испод уздужне осовине тела. Доња вилица је избачена и иде према горе. По средини трбуха му се налази гребен од грла до аналног отвора. Крљушти толстолобика су мале и танке, а прсно пераје му допире до трбушних, мало су спљоштена и иду према назад. Репно пераје је изразито велико и дубоко урезано, а леђно пераје је кратко и издигнуто. Пераја су сива а некада и са бордоцрвеним сенкама. Леђа су му тамносива, бокови сребрнасти, а трбух беличаст, неправилно је прошаран бордобраонкастом бојом.
Толстолобик бели брзо расте, много једе, и због количине хране коју мора појести је врло значајан за одржавање кисеоничког режима воде, јер чисти водену површину од затрављења. Црево толстолобика је 15 пута дуже од тела одрасле јединке.

## Навике, станиште, распрострањеност
Толстолобик бели је пренет из Кине, реке Амур. Познате су две врсте, бели и сиви. Гаји се у рибњацима, а населио је и Дунав и његове притоке. Храни де искључиво фитопланктоном (алгама и једноћелијским организмима) и веома брзо расте. У воде Србије се уноси вештачким путем, порибљавањем и обично заједно са амуром. Те две рибе живе у некој врсти симбиозе, тј. амур се храни вишим воденим биљем, а толстолобик нижим. На измету амура, који садржи велики проценат целулозе, развија се маса једноћелијских алги којима се храни толстолобик.

## Размножавање
Полно је зрео са 4 године. Мрести се од маја до августа у топлим, каменитим и плитким водама. Излеже до 500 000 јајашаца. Млађ након 6 до 8 дана добија на пигментацији, расту му крљушти и усни отвори. У затвореним водама се једино вештачки мрести, не обнавља се природним путем, пошто му је за мрест потребна температура од 36º.